# Francisco Manicongo
 (juin 2023).
 (juin 2023).
La mise en forme du texte ne suit pas les recommandations de Wikipédia : il faut le « wikifier ».
Les points d'amélioration suivants sont les cas les plus fréquents. Le détail des points à revoir est peut-être précisé sur la page de discussion.
- Les titres sont pré-formatés par le logiciel. Ils ne sont ni en capitales, ni en gras.
- Le texte ne doit pas être écrit en capitales (les noms de famille non plus), ni en gras, ni en italique, ni en « petit »…
- Le gras n'est utilisé que pour surligner le titre de l'article dans l'introduction, une seule fois.
- L'italique est rarement utilisé : mots en langue étrangère, titres d'œuvres, noms de bateaux, etc.
- Les citations ne sont pas en italique mais en corps de texte normal. Elles sont entourées par des guillemets français : « et ».
- Les listes à puces sont à éviter, des paragraphes rédigés étant largement préférés. Les tableaux sont à réserver à la présentation de données structurées (résultats, etc.).
- Les appels de note de bas de page (petits chiffres en exposant, introduits par l'outil «  Source ») sont à placer entre la fin de phrase et le point final[comme ça].
- Les liens internes (vers d'autres articles de Wikipédia) sont à choisir avec parcimonie. Créez des liens vers des articles approfondissant le sujet. Les termes génériques sans rapport avec le sujet sont à éviter, ainsi que les répétitions de liens vers un même terme.
- Les liens externes sont à placer uniquement dans une section « Liens externes », à la fin de l'article. Ces liens sont à choisir avec parcimonie suivant les règles définies. Si un lien sert de source à l'article, son insertion dans le texte est à faire par les notes de bas de page.
- La présentation des références doit suivre les conventions bibliographiques. Il est recommandé d'utiliser les modèles {{Ouvrage}}, {{Chapitre}}, {{Article}}, {{Lien web}} et/ou {{Bibliographie}}. Le mode d'édition visuel peut mettre en forme automatiquement les références.
- Insérer une infobox (cadre d'informations à droite) n'est pas obligatoire pour parachever la mise en page.

Pour une aide détaillée, merci de consulter Aide:Wikification.
Si vous pensez que ces points ont été résolus, vous pouvez retirer ce bandeau et améliorer la mise en forme d'un autre article.
Francisco Manicongo, également connu sous le nom de Francisco de Congo (Royaume du Congo - Salvador), était un esclave africain qui a vécu à Salvador de Bahia, dans l'État du Brésil, dans la seconde moitié du XVIe siècle. 
Selon l'anthropologue activiste Luiz Mott, il fut, avec Vitória do Benin, l'un des premiers cas documentés d'Africains homosexuels. En raison de son style vestimentaire, il fut accusé d'être un imbanda, homosexuel passif, d'après la tradition de certaines parties du Congo. 
Luiz Mott présente des extraits de documents historiques décrivant son habillement « féminin », et l'obligation de s'habiller en « homme ». Manicongo devient une figure éminente, à partir des années 1990, surtout dans la communauté LGBT, quand Mott a révélé son cas.
Au début des années 2000, l'activiste travestie Majorie Marchi lui donnera, de manière posthume, une nouvelle dénomination sociale, faisant d'elle une figure historique. Le nom social de Xica Manicongo lui est ainsi donné : Francisco > Francesca > Xica. 
La pratique du travestissement, évoquée par Luiz Mott, prend le pas sur les actes sodomites qui l'aurait fait confondre avec ce que nous nommons aujourd'hui « homosexuel ». 

## Xica Manicongo
Dans les années 2000, l'activiste travestie noire Majorie Marchi a « réinventé » Francisco Manicongo en tant que travesti « Xica Manicongo », créant le nom sous lequel le personnage est surtout connu aujourd'hui. 
En 2010, l'association ASTRA-Rio - Association des travestis et transsexuels de Rio de Janeiro - présidée par Marchi, a créé le prix Xica Manicongo.
Il vise à récompenser les initiatives liées aux droits de l'homme et à la promotion de la citoyenneté des travestis et personnes trans,.
En 2021, un quilombo urbain à Rio de Janeiro a été créé et nommé « Xica Manicongo », en l'honneur du personnage de Marchi.
En 2018, le créateur bahianais Isaac Silva a lancé une collection de mode en son honneur,,,.